# Franck Sauzée
Franck Gaston Henri Sauzée (Aubenas, 1965. október 28. –) francia válogatott labdarúgó.

## Pályafutása

### Klubcsapatban
Aubenasban született. Pályafutását az FC Sochaux csapatában kezdte. A felnőtt csapatban 17 évesen, 1983 augusztusában mutatkozott be egy FC Rouen elleni bajnoki alkalmával. 1983 és 1988 között volt a Sochaux játékosa, mellyel 1988-ban bejutott a francia kupa döntőjébe. Még ugyanabban az évben az Olympique Marseille szerződtette, melynek színeiben két évig játszott és két bajnokságot, egy francia kupát nyert. Az 1990–91-es idényben az Arsène Wenger által irányított Monacóban játszott és egy újabb francia kupagyőzelemmel gazdagodott. 1991-ben visszatért Marseille-be, ahol 1992-ben újabb bajnoki címet szerzett, egy évvel később, 1993-ban pedig megnyerte csapatával az első ízben megrendezett UEFA-bajnokok ligáját. A döntőben a Milánt győzték le 1–0 arányban. 1993-ban Olaszországba igazolt az Atalanta együtteséhez, ahol egy évig játszott, majd visszatért Franciaországba a Strasbourg csapatához. 1996 és 1999 között a Montpellier-ben játszott, 1999 és 2001 között pedig a skót Hibernian játékosa volt.  

### A válogatottban
Tagja volt az 1988-ban Európa-bajnoki címet szerző U21-es francia válogatottnak. 1988 és 1993 között 39 alkalommal szerepelt a francia válogatottban és 9 gólt szerzett. Részt vett az 1992-es Európa-bajnokságon. Utolsó mérkőzése a válogatottban emlékezetesre sikeredett. Hazai pályán, a Parc des Princesben 2–1-es vereséget szenvedtek Bulgária ellen és ezzel eldőlt, hogy lemaradnak az 1994-es világbajnokságról.

## Sikerei, díjai
FC Sochaux
- Francia másodosztályú bajnok (1): 1987–88
- Francia kupadöntős (1): 1987–88

Olympique Marseille
- Francia bajnok (3): 1988–89, 1989–90, 1991–92
- Francia kupa (1): 1988–89
- UEFA-bajnokok ligája (1): 1992–93

AS Monaco
- Francia kupa (1): 1990–91

RC Strasbourg
- Francia kupadöntős (1): 1994–95
- Intertotó-kupa (1): 1995

Hibernian FC
- Skót másodosztályú bajnok (1): 1998–99
- Skót kupadöntős (1): 2000–01

Franciaország
- U21-es Európa-bajnok (1): 1988

## Külső hivatkozások
- Franck Sauzée adatlapja a National-Football-Teams.com oldalon (angolul)

- Franck Sauzée (angol, francia, spanyol nyelven). FootballDatabase.eu
- Franck Sauzée (angol nyelven). eu-football.info
- Franck Sauzée (német nyelven). kicker.de
- Franck Sauzée adatlapja a worldfootball.net oldalon (angolul)